# Riama afrania
Riama afrania là một loài thằn lằn trong họ Gymnophthalmidae. Loài này được Arredondo & Sánchez-Pacheco mô tả khoa học đầu tiên năm 2010.